# Taisuke Mizuno
Taisuke Mizuno (水野 泰輔 Mizuno Taisuke?, Inuyama, Aichi, 4 de mayo de 1993) es un futbolista japonés que juega como centrocampista en el FC Gifu.

## Trayectoria

### Clubes
| Club                      | País  | Año       |
| ------------------------- | ----- | --------- |
| Nagoya Grampus            | Japón | 2012-2013 |
| FC Gifu                   | Japón | 2013-2016 |
| J. League sub-22 (cedido) | Japón | 2015      |
| Fujieda MYFC              | Japón | 2017-2020 |
| Roasso Kumamoto           | Japón | 2021      |
| Fujieda MYFC              | Japón | 2022-     |
| FC Gifu (cedido)          | Japón | 2024-     |